# Trouble Live
Trouble Live es un EP en vivo lanzado a la venta por la banda Coldplay, el 27 de agosto de 2001. El álbum contiene 5 canciones interpretadas en el Rockefeller Music Hall en Oslo, Noruega.

## Listado de canciones
| N.º | Título                                                  | Duración |  |
| 1.  | «Trouble» (Live @ Rockefeller Music Hall)               | 4:36     |  |
| 2.  | «Shiver» (Live @ Rockefeller Music Hall)                | 5:44     |  |
| 3.  | «Sparks» (Live @ Rockefeller Music Hall)                | 3:54     |  |
| 4.  | «Yellow» (Live @ Rockefeller Music Hall)                | 5:02     |  |
| 5.  | «Everything's Not Lost» (Live @ Rockefeller Music Hall) | 6:03     |  |